# Amalienfelsen

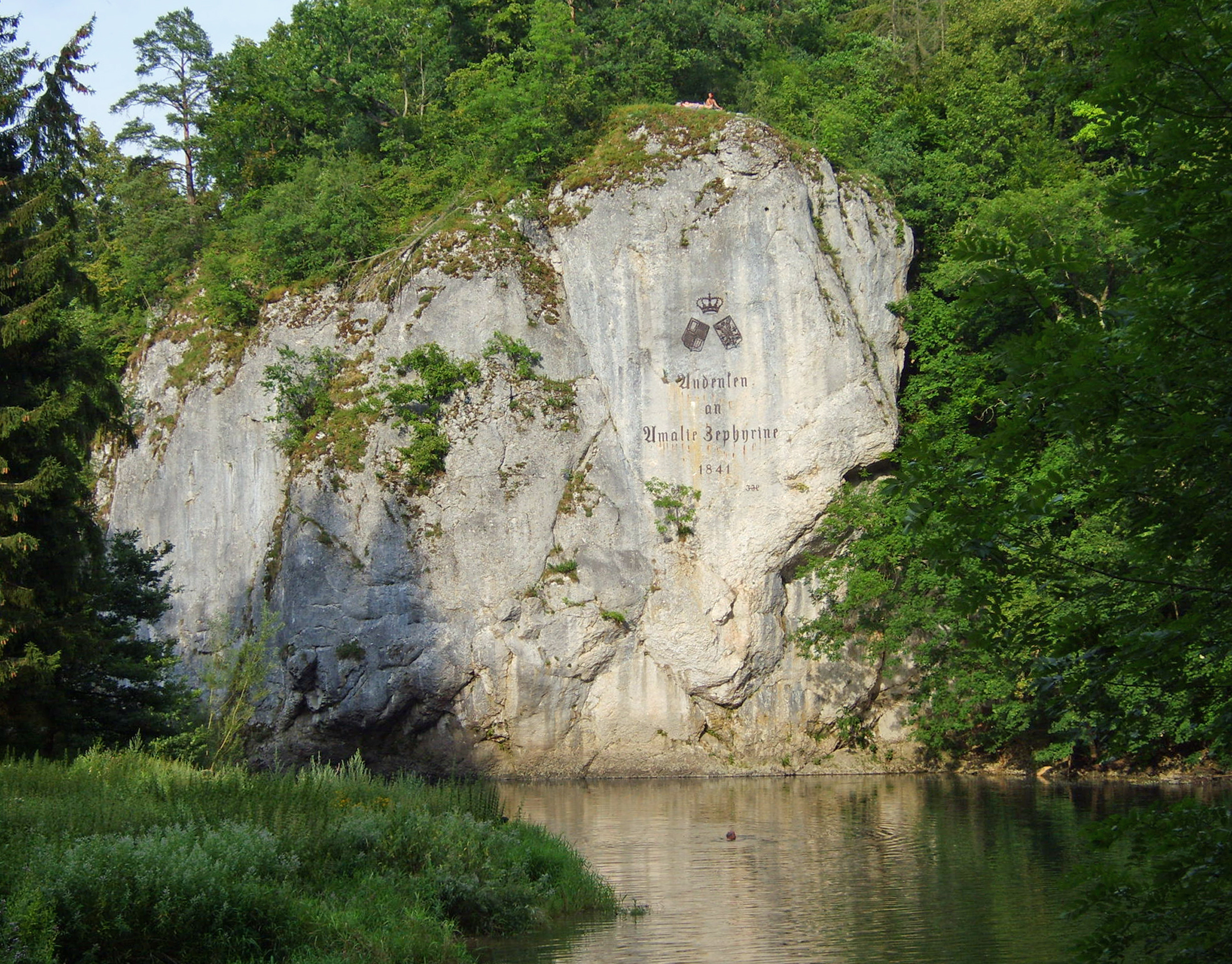
Blick von Westen auf den Amalienfelsen mit der Inschrift zum Andenken an Amalie Zephyrine aus dem Jahr 1841

Der Amalienfelsen, bis 1841 Bleifelsen oder Blaufelsen bzw. Bräufelsen, ist ein 29 Meter hoher Felsen direkt am rechten Donauufer im „Fürstlichen Park“ bei Inzigkofen im baden-württembergischen Landkreis Sigmaringen. Seinen  Namen hat er von der Fürstin Amalie Zephyrine von Hohenzollern (1760–1841).

## Lage am Donaudurchbruch

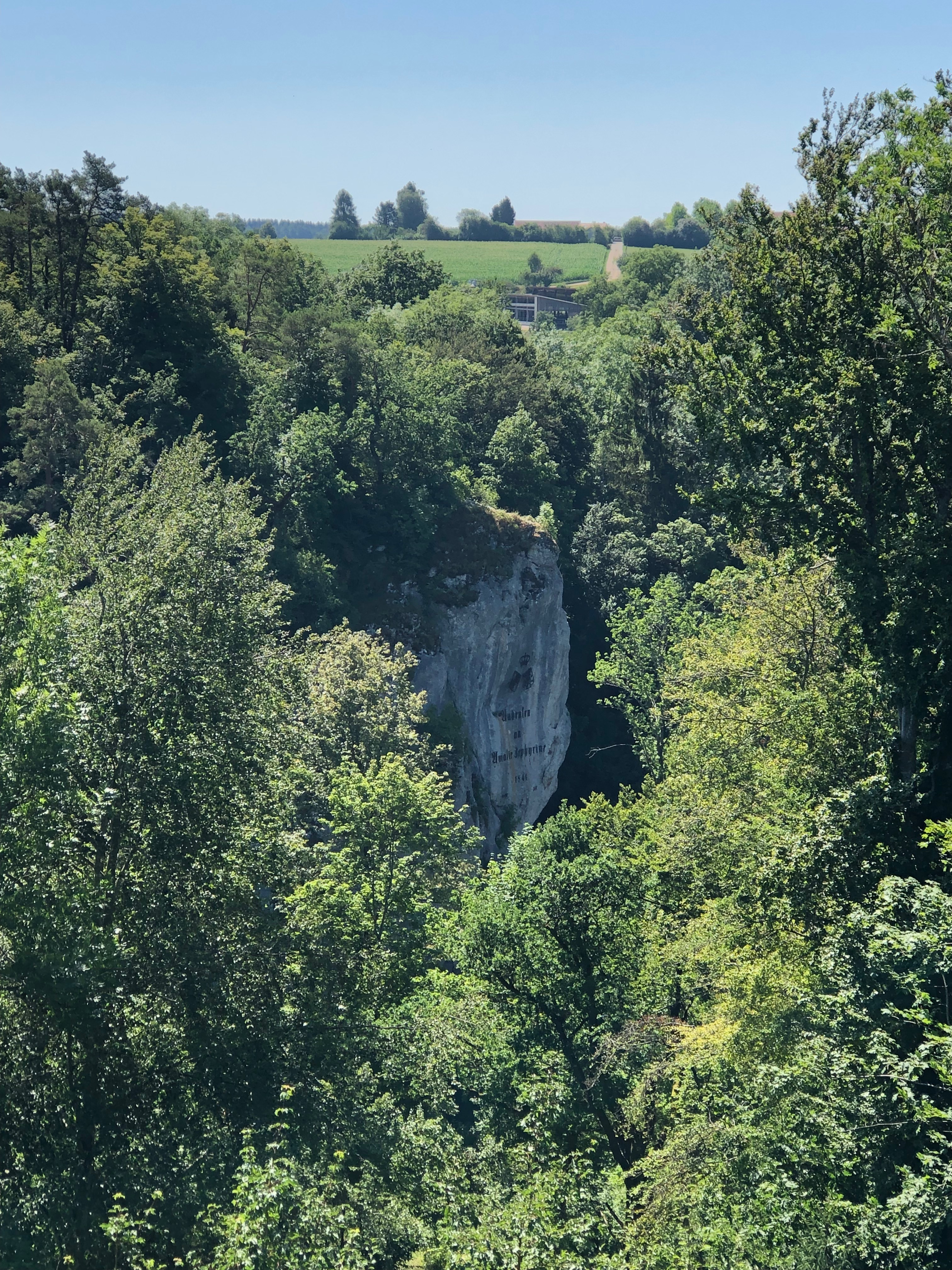
Der Amalienfelsen von der Eremitage aus gesehen.

Der Amalienfelsen liegt auf der Gemarkung der Gemeinde Inzigkofen. Er ist Teil des Fürstlichen Parks und Eigentum des Fürstenhauses Hohenzollern-Sigmaringen, aber für jedermann frei zugänglich.
Die Engstelle des Donautals beim Amalienfelsen bildet den Ausgang des Donaudurchbruchs durch die Schwäbische Alb, der 40 Kilometer flussaufwärts bei Beuron seine beeindruckendste Ausprägung hat.

## Größe und Beschreibung

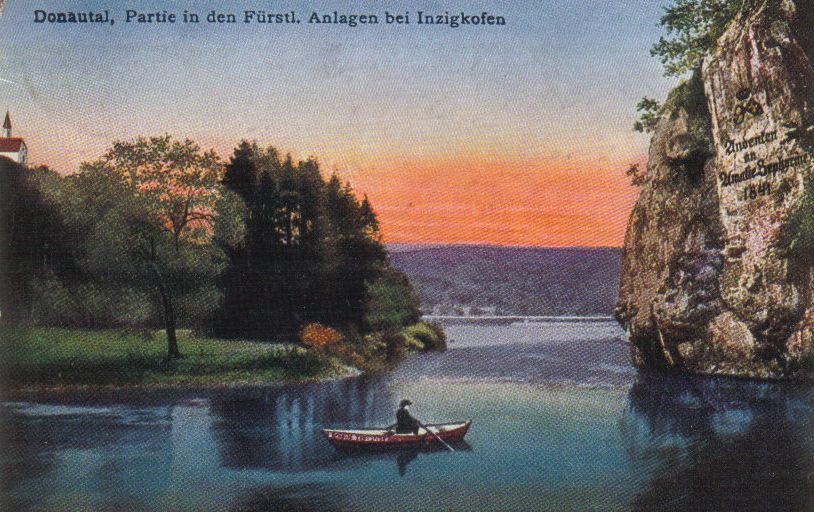
Die kolorierte Postkarte aus dem Jahr 1905 zeigt den Amalienfelsen mit Inschrift und Wappen und die jenseits der Donau gelegene Eremitage mit der Meinradskapelle.

Auf der Westseite wird der Fels etwa sechs Meter tief vom Wasser umspült. Gemessen bei normalem Wasserstand der Donau, ragt dieser Kalkfelsen aus der Weißjurazeit ca. 29 Meter über den Wasserspiegel. Er liegt auf einer Meereshöhe von 605 Metern und damit 113 Meter niedriger als die Donauquelle in Donaueschingen.
An der senkrechten, flussseitigen Wand ist eine Inschrift aus gusseisernen Buchstaben angebracht: „Andenken an Amalie Zephyrine 1841“ und das Allianzwappen der 1841 verstorbenen Fürstin.
Der Amalienfelsen ist vom Landesamt für Geologie, Rohstoffe und Bergbau in Freiburg (LGRB) als schutzwürdiges Geotop ausgewiesen.

## Geschichte
Inzigkofen war nach ihrer Rückkehr aus Paris der Lieblingsaufenthaltsort der Fürstin Amalie Zephyrine von Hohenzollern-Sigmaringen. Der Park wurde auf ihr Betreiben und nach ihren persönlichen Vorstellungen angelegt. Sie war den armen Bevölkerungsschichten aus Inzigkofen immer eine großzügige Wohltäterin und hat die örtliche Dorfschule wesentlich gefördert, daher die Inschrift am Felsen zum Gedenken an diese Fürstin. Im Volksmund wandelte sich dann alsbald auch der Name des Kalkfelsens von „Blaufelsen“ in „Amalienfelsen“.